# Exosféra

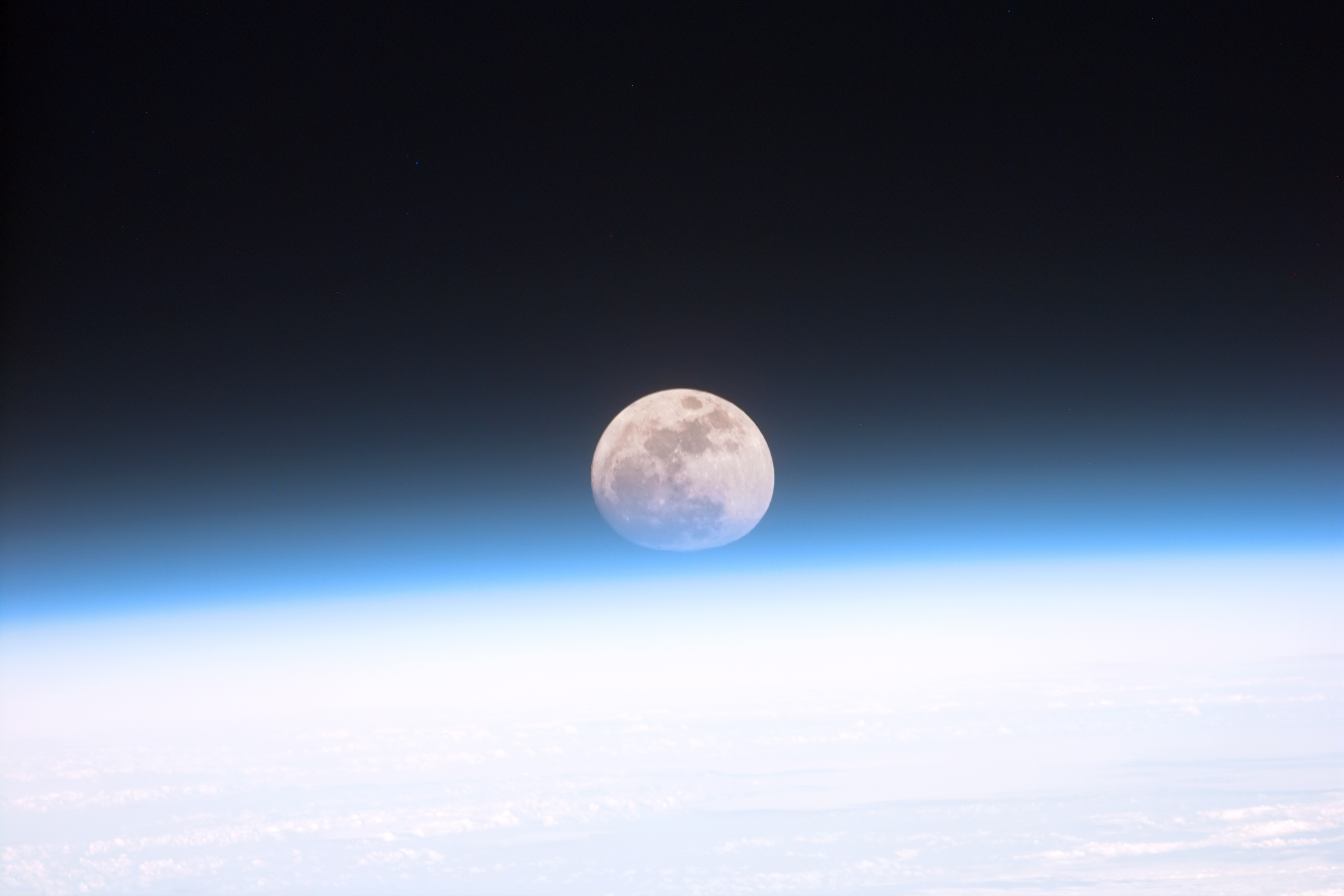
Pohled na Měsíc přes část atmosféry ve vyšších oblastech

Exosféra je pátou a poslední stálou vrstvou Země. Jedná se o okrajovou vrstvu pozemské atmosféry. Za horní hranici exosféry je většinou vědců považována hranice 10 000 kilometrů nad zemským povrchem. V této oblasti se nacházejí převážně volné atomy vodíku a helia, na které již nepůsobí takovou silou gravitace, což má za následek, že částice mohou uniknout do okolního volného prostoru a vymanit se z gravitačního sevření planety.
Země tak za sebou táhne závoj unikajících vodíkových částic, čímž se tak ochuzuje o tento prvek.
Exosféra navazuje na čtvrtou vrstvu – termosféru. Obecně se považuje konec exosféry tam, kde poklesne výskyt částic na 1/10 průměrné hodnoty v troposféře[zdroj⁠?!] nebo tam, kde vzduchové částice ještě rotují se Zemí.